# Isokratés
Isokratés (řecky Ισοκράτης, 436 př. n. l. – 338 př. n. l.) byl starořecký řečník, teoretik rétoriky a významná osobnost starověkých Athén. Je řazen k tzv. attickým řečníkům, tedy do kánonu největších antických rétorů.

## Život a přínos
Narodil se v bohaté athénské rodině, ale během Peloponéských válek přišel o majetek.
Byl žákem Gorgiovým a stal se jednou z nejvýznamnějších osobností antické rétoriky. Oceňoval ho např. i Aristotelés a Marcus Tullius Cicero. V roce 390 př. n. l. otevřel v Aténách řečnickou školu. Svůj předmět chápal jako komplexní výchovu občana a politika a nenazýval ho "rétorika", nýbrž "filosofie". Byl přesvědčen, že výchovný úspěch závisí na třech věcech: (1) přirozeném nadání žáka, (2) výkladu a příkladu učitele, (3) praktickém cvičení. Na rozdíl od Platóna neuznával, že je možné dosáhnout absolutního poznání (epistémé), a za cíl výchovy proto pokládal umění odůvodnit názor (doxa) a mít vnímavost pro situační vhodnost (kairos). Úlohu v jeho výchově hrálo zřejmě i studium vzorů mezi politiky z athénských dějin.
Za nejlepší formu státního zřízení viděl monarchii. Také byl velkým obdivovatelem makedonského krále Filippa II. a spatřoval v něm největší šanci na sjednocení Řecka a postavení se svým nepřátelům (Peršanům)
Isokratés rozvedl termíny situační vhodnost (kairos) a vhodnost výrazu (prepon) přejaté od svého učitele Gorgia. Isokratés hraje roli v dějinách vývoje řeckého prozaického stylu. Jeho styl je charakteristický užíváním period a paralelismů a vyhýbáním se hiátu.
Dochovalo se 30 Isokratových spisů: 6 soudních řečí, 15 řečí, které nebyly určeny pro soudní spory (výchovné, poradní a oslavné) a 9 dopisů. Isokratés sám nebyl aktivním řečníkem. Své řeči Isokratés veřejně nepřednášel, ale vydával je v písemné formě. Ovlivnil dění v tehdejším světě svými Dopisy Filippovi, ve kterých mu radil, jak postupovat při dobývání, Řecka, při vedení boje a kralování. Tyto spisy spolu s Xenofónovými díly poskytly makedonskému králi největší inspiraci v jeho jednáních a řídil se jimi až do konce života. Čerpal z nich a vedl se jimi i Alexandr Veliký.

## Dílo

Isokratous Apanta, 1570

- ISOKRATÉS. Isokrata Řeč o povinnostech psaná k Demonikovi. Překlad Václav Písecký, Daniel Adam z Veleslavína. Praha: Bedřich Rohlíček, 1843. 31 s. Dostupné online.